# Gastrolobium velutinum
Gastrolobium velutinum là một loài thực vật có hoa trong họ Đậu. Loài này được Lindl. & Paxton miêu tả khoa học đầu tiên.